# أنطونيو رودريغيز لونا
أنطونيو رودريغيز لونا (بالإسبانية: Antonio Rodríguez Luna)‏ هو رسام إسباني، ولد في 1910 في مونتورو في إسبانيا، وتوفي في 1985 في قرطبة في إسبانيا.